# Noah Halperin
Noaḥ Halperin (1947) è un giornalista israeliano esperto della comunicazione.

## Biografia
Ha studiato all'Università di Haifa e ha scritto oltre una trentina di libri su vari aspetti sociali, economici e culturali della comunicazione e sulle tecniche dei mass media, alcuni dei quali adottati nelle università. È stato docente di comunicazione e giornalismo, direttore di riviste e segretario generale per vent'anni del sindacato della stampa periodica israeliana. Eletto "uomo dell'anno" nel 2006 dai Lions di Tel Aviv, nel 2010 gli è stato conferito il premio "Artisti per i diritti umani" dell'International Society for Human Rights (ISHR) per il suo impegno professionale a favore della libertà di parola e di informazione.

## Opere (parziale)
- Yaḥase tsibur, Tel Aviv, 1986
- ʻItonaʼut u-firsum, Tel Aviv, Tsaḥ, 1987
- ha-Tiḳshoret enah marʼah, Tel Aviv, Hotsaʼat Tsaḥ, 1988
- La-ḥador tiḳshoret: yaḥase tsibur ṿe-tiḳshoret hamonim, Tel Aviv, Ekhut Meḳinṭop, 1992
- Yoʻets ha-tiḳshoret be-Yiśraʼel, Tel Aviv, Hotsaʼat Shenaton ha-martsim be-Yiśraʼel, 1998
- Gale tiḳshoret: yozmot u-mahalakhim be-tiḳshoret hamonim, Tel Aviv, ʻOz meḥḳarim, 2001
- ha-Tiḳshoret leʼan?: tiḳshoret poliṭit, dovrut ṿe-hasbarah, Tel Aviv, Liʼorah hafaḳot u-khenasim, 2008